# Spallanzania onusta
Spallanzania onusta är en tvåvingeart som först beskrevs av Wulp 1890.  Spallanzania onusta ingår i släktet Spallanzania och familjen parasitflugor. Inga underarter finns listade i Catalogue of Life.